# PROспорт
PRОспорт — российский глянцевый спортивный журнал. Первый номер вышел в сентябре 2003 года при непосредственном участии газеты «Советский спорт». С сентября 2004 года выходил один раз в две недели по понедельникам. С мая 2013 года выходил один раз в месяц. Издавался ЗАО «Индепендент спорт». В декабре 2015 года прекратил существование.
Журнал состоял из трёх разделов: «PROпаганда», «Главное» и «PRОсмотр».
Рекламные слоганы: «Мужской журнал о спорте», «Первый интересный журнал о спорте», «Жизнь как вид спорта», «Мы знаем больше».

## История
Идея создания ежемесячного журнала о спорте принадлежала владельцу компании «Independent Media» голландскому медиамагнату Дерку Сауэру), большому поклоннику конькобежного спорта и футбола. Летом 2003 года специально для издания журнала PRОспорт было учреждено ЗАО «Индепендент спорт», по 50 % акций в котором владели издательские холдинги «Independent Media» и «Проф-Медиа» (на тот момент — издатель газеты «Советский спорт»). Главным редактором журнала был назначен Константин Клещёв. Первый номер вышел в сентябре 2003 года с Дмитрием Сычёвым на обложке.
В феврале 2004 года Совет Директоров ЗАО «Индепендент спорт» принял решение о смене редакционной команды в журнале. Главным редактором журнала был назначен Станислав Гридасов, шеф-редактором — Игорь Порошин, генеральным директором — Василий Дмитриев. Тогда же было принято решение о подготовке к смене периодичности в выходе журнала. С сентября 2004 года PRОспорт выходит один раз в две недели по понедельникам. Начиная с 2005 года, PRОспорт выпускал 23 номера в год.
В конце 2004 года ИД «Independent Media» выкупил все акции журнала у «Проф-Медиа», став 100-процентным владельцем ЗАО «Индепендент спорт».
Летом 2005 года журнал был продан ещё раз. Слухи, появившиеся в российской прессе, новым владельцем журнала называли структуры, близкие к Роману Абрамовичу, но Станислав Гридасов опроверг их тогда, назвав новым владельцем ИД «Вокруг света».
Журнал являлся информационным партнером Кубка Первого канала, ежегодно вручая на турнире официальный приз лучшему игроку Кубка. В 2006-м им был назван армеец Жо, в 2007-м — Роман Павлюченко, в 2008-м — Сергей Ребров.
С 2004 по 2009 год PRОспорт составлял рейтинг «33 самых влиятельных персон российского футбола». Эксклюзивные интервью для PRОспорт давали многие знаменитые спортсмены и тренеры: Роналдинью, Паоло Мальдини, Дэвид Бекхэм, Жозе Моуринью, Марчелло Липпи, Луис Филипе Сколари, Гус Хиддинк, Зико, Карл-Хайнц Румменигге, Фернандо Торрес, Дидье Дрогба, Майкл Эссьен, Андрей Шевченко, Яромир Ягр, Дэвид Блатт, Душан Ивкович, Этторе Мессина, Андрей Кириленко, Ник Боллетьери, Марат Сафин, Рафаэль Надаль, Александр Овечкин, Евгений Малкин и многие другие.
Интервью, данное журналу в 2008 году главным тренером футбольного клуба «Зенит» (Санкт-Петербург) Диком Адвокатом, вызвало серьезную реакцию в английской прессе. Дик Адвокат впервые официально признал, что фанаты «Зенита» не хотят видеть в своей команде темнокожих футболистов.
В 2010 году генеральным директором издательского дома стала Эльнара Гусейнова, работавшая ранее в ИД «Independent Media». В январе 2012 года главным редактором журнала PROспорт был назначен Евгений Зуенко, а Станислав Гридасов стал главным редактором издательского дома «Индепендент спорт».
С 2011 года журнал проводил заседания PROспорт-клуба — закрытого клуба для топ-менеджеров, работающих в спортивной индустрии. В этом же году впервые вышло приложение к журналу «PROспорт-бизнес».
Ведущими авторами журнала являлись известные спортивные журналисты Андрей Баздрев, Станислав Гридасов, Юрий Дудь, Евгений Зуенко, Евгений Зырянкин, Михаил Калашников, Наталия Калинина, Сергей Кривохарченко, Александр Лютиков, Дмитрий Матеранский, Денис Романцов, Роман Трушечкин, Василий Уткин, Олег Шамонаев.

## PROспорт-парк
- В августе 2011 года журнал провёл первый спортивно-музыкальный фестиваль PROспорт-парк на территории обновлённого Парка имени Горького. Идею приятного спортивного отдыха на открытом воздухе всей семьёй поддержали более 15 тысяч москвичей. Хедлайнером вечернего концерта стала казанская рок-группа «Волга-Волга».
- Второй фестиваль прошёл в Парке Горького 1 июля 2012 года. Он завершился концертом группы Markscheider Kunst и массовым просмотром на большом экране финального матча чемпионата Европы по футболу.
- В 2013 году аудитория PROспорт-парка достигла 50 000 человек[27]. На этот раз фестиваль прошёл 14 июля и завершился концертом московской группы POMPEYA.

## Конференция PROспорт
- В ноябре 2012 года журнал организовал первую международную профессиональную PROспорт-конференцию, спикерами и участниками которой стали представители Российского футбольного союза, Континентальной хоккейной лиги, Союза биатлонистов России, Российского международного олимпийского университета, Брунельского университета (Великобритания), а также российских и зарубежных клубов: «Челси» (Лондон), «Арсенал» (Лондон), «Байер-04» (Леверкузен), ПФК ЦСКА, ПБК ЦСКА, «Спартак» (Москва), «Локомотив» (Москва), «Зенит» (Санкт-Петербург), «Рубин» (Казань), «Шахтёр» (Донецк), БАТЭ (Борисов) и многих других[28].

## Достижения и награды
- На ежегодном внутреннем конкурсе ИД «Independent Media» в 2004-м году журнал PRОспорт получил две первых премии (представляющих собой копию американского «Оскара») — за лучшую обложку года и лучший материал года.
- Фотопроект «Русское» фотографа Валерия Кацубы, посвящённый грядущей зимней Олимпиаде и опубликованный в PRОспорт в феврале 2006 года, был признан Федерацией спортивных журналистов России лучшей фотоработой года[29].
- Обозреватель журнала Александр Лютиков был признан Континентальной хоккейной лигой лучшим хоккейным журналистом сезона 2012/2013[30].
- Документальная работа «Монстры мотобола», сделанная для журнала фотографом Михаилом Доможиловым, получила в 2013 году первый приз в номинации Sports Multimedia Story престижного международного конкурса Best of Photojournalism[31].